# Чичкови
Чичкови (пол. Czyczkowy) — село в Польщі, у гміні Бруси Хойницького повіту Поморського воєводства.
Населення — 1489 осіб (2011).
У 1975-1998 роках село належало до Бидгощського воєводства.

## Демографія
Демографічна структура станом на 31 березня 2011 року:
|          | Загалом | Допрацездатний вік | Працездатний вік | Постпрацездатний вік |
| -------- | ------- | ------------------ | ---------------- | -------------------- |
| Чоловіки | 753     | 201                | 485              | 67                   |
| Жінки    | 736     | 176                | 424              | 136                  |
| Разом    | 1489    | 377                | 909              | 203                  |